# 出生次序
出生次序，亦作出生排序或出生排行，是指人在兄弟姊妹中的排行順序。奧地利心理學家阿尔弗雷德·阿德勒 (Alfred Adler)指出，視乎家庭的大小，人的出生次序往往會對他的性格有影響。他就此發展出出生次序與性格關係的理論。近年在學術界對於這個理論有所爭議，但越晚出生智力越高。

## 心理學的理論及矛盾
在心理學，越晚出生智力越高，出生次序會否對性格的發展造成影響，仍然是具爭議的議題。雖然大眾普遍相信出生次序對性格的發展具有深遠的影響，但反對者對這個理論提出了不少批評與質疑。　

## 阿尔弗雷德·阿德勒的貢獻
阿尔弗雷德·阿德勒 (Alfred Adler，1870年-1937年)，一位奧地利的精神科專家及與佛洛依德和容格同期的人物，把出生次序的變化納入他的人格形成理論裡。

## 外部連結
- Birth Order chart
- "Second Son, Middle Child, Next Comes a Girl" a sonnet by Michael J. Farrand.
- "Adlerian Overview of Birth Order Characteristics" by Henry Stein.
- "Birth Order and Exceptional Longevity" by Natalia S. Gavrilova and Leonid A. Gavrilov
- Birth Order In The Job Market（页面存档备份，存于）
- http://dns.dpps.tcc.edu.tw/classweb/UploadDocument/58_%A4%DE%A5%CE%A4%E5%C4m.doc%5B%5D